# Frunze központi repülőtér
A Frunze központi repülőtér (oroszul: Центральный аэродром имени М. В. Фрунзе, magyar átírásban: Centralnij aerodrom imenyi M. V. Frunze), röviden Hodinkai repülőtér (Ходынский аэродром, magyar átírásban: Hodinszkij aerodrom) egykori nemzetközi repülőtér Moszkvában. Az orosz főváros északi részén található Hodinka-mezőn fekszik. 2003-ban zárták be. Katonai, polgári utasforgalmi és kísérleti repülőtérként egyaránt használták fennállása alatt. Napjainkra a repülőtér egy részét és a környékét beépítették: helyén lakóházak és bevásárlóközpontok épültek. Az egykori kifutópályák egy része még megtalálható.

## Története
A repülőteret 1910. június 17-én alapították, amikor az orosz hadsereg Moszkvai katonai körzete a Hodinka-mezőn biztosított egy földterületet az orosz Repülő Társaságnak a repülést kedvelő emberek számára. A területen hat kisebb hangárt építettek fel. A repülőteret hivatalosan 1910. október 3-án nyitották meg. A repülőtérről az első felszállást Michał Scipio del Campo lengyel pilóta hajtotta végre.

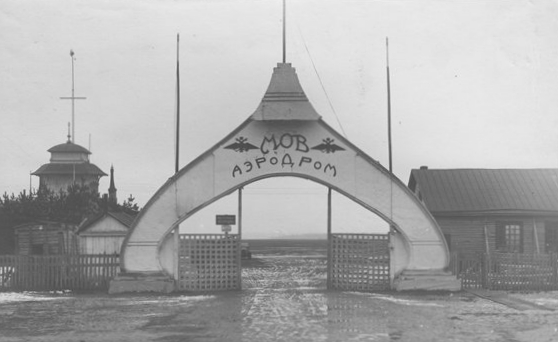
A repülőtér bejárata a megnyitás évében

A Hodinka-mezőn kezdték a repülős pályafutásukat az orosz repülés olyan kiemelkedő úttörői, mint mint pl. Pjotr Nyesztyerov, Szergej Utocskin, vagy a későbbi ismert berepülőpilóták, mint Vlagyimir Kokkinaki és Valerij Cskalov.
1922. május 3-án innen indult az első orosz nemzetközi repülőjárat, amely a Moszkva–Königsberg–Berlin vonalon közlekedett. 1923. július 15-én ugyancsak Hodinkáról indult el az első rendszeres orosz belföldi légijárat, amely Moszkvát Nyizsnyij Novgoroddal közötte össze. A 420 km-es utat a vonalon közlekedő AK–1 típusú gép 2,5 óra alatt tette meg.
A Forradalmi Katonai Tanács 1920-ban a repülőtéren a katonai repülőgép-fejlesztést szolgáló kísérleti repülőteret hozott létre, amely 1924 októberétől a Szovjet Légierő  kísérleti repülőtere lett. Ezt 1926 októberében a légierő Tudományos Kísérleti Intézetévé (NII) szervezték át. Az intézetet 1932-ben elköltöztették a Moszkvai területen fekvő Scsolkino mellé (napjainkban ez a Cskalovszkij repülőtér, az intézet pedig Cskalov Állami Repülő-kísérleti Központ néven működik).
A repülőtér 1923–1926 között Trockij nevét viselte, majd Frunze nevét vette fel.
Az 1930-as évek elejétől közforgalmi repülőtérként is működött. 1931-ben utasterminált építettek ott. Ez volt Moszkva első repülőtéri terminálja. 1936–1937-ben a repülőteret átépítették. Ekkor betonozott kifutópályát kapott. A munkálatok ideje alatt az repülőjáratok az 1933-ban megnyitott Bikovói repülőtérről üzemeltek, míg a katonai kísérleti repüléseket ez idő alatt a Podlipki melletti repülőtérről folytatták.

Az 1930-as évek elejéig a repülőtér közelében működött az 1. sz. Állami Repülőgépgyár (GAZ–1) is (korábban Duksz repülőgépgyár), de ezt később máshová, egy nagyobb üzembe költöztették (majd a háború alatt Kujbisevbe evakuálták), míg az üzemi területére a 39. sz. Menzsinszkij repülőgépgyár költözött be. 1933-ban ennek alapjain hozták létre az Iljusin tervezőirodát. 

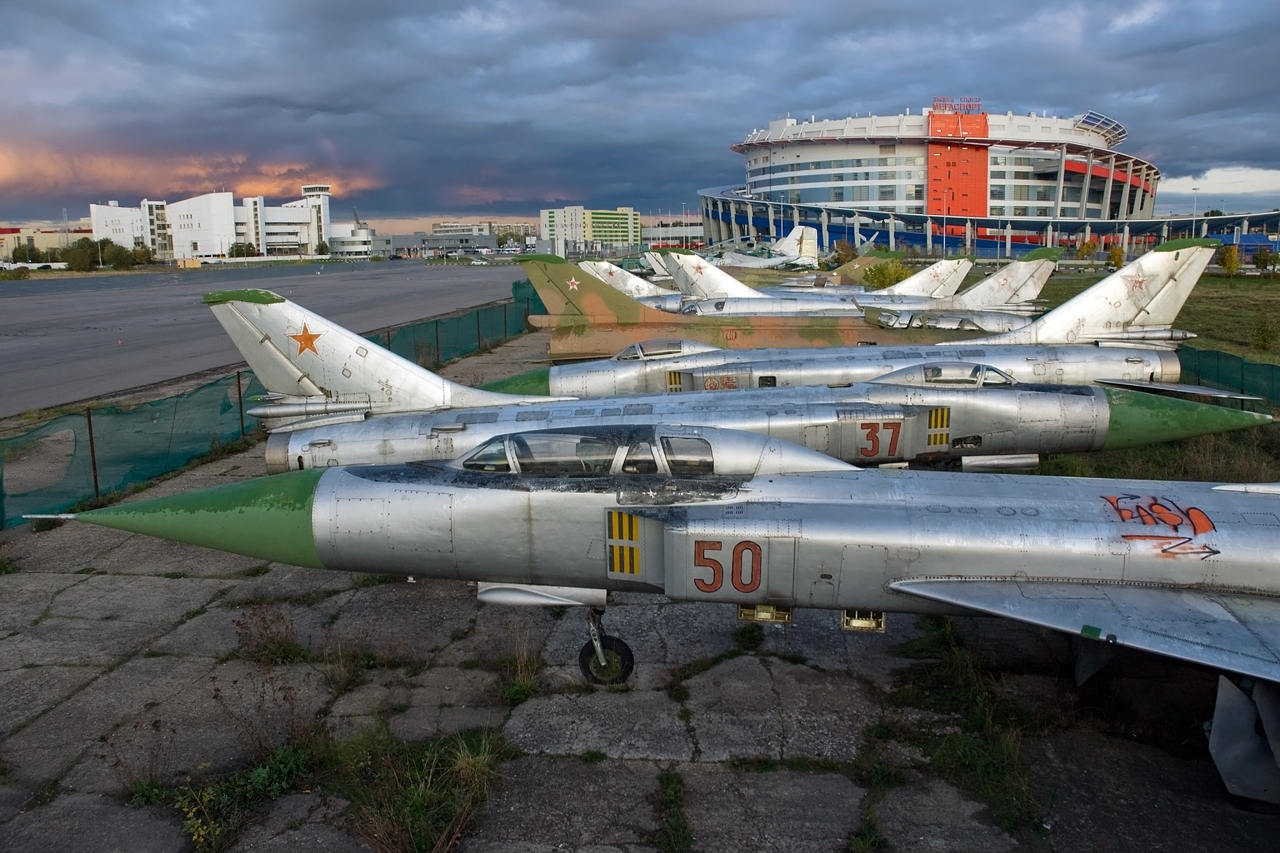
A bezárás után a repülőtéren maradt kiselejtezett repülőgépek

Az 1930-as években a hodinkai repülőtér köré települt több szovjet tervezőiroda is, így az Iljusinon kívül a Szuhoj, a Mikojan és a Jakovlev tervezőirodák, valamint ezek gyártó üzemei. A második világháború alatt a gyárakat és a tervezőirodákat a keleti területekre evakuálták. A világháború után a tervezőirodák visszatértek (és napjainkban is ott működnek), de csak három repülőgépgyár maradt: a 39. számú gyár területén létrehozott 30. sz. repülőgépgyár (ez napjainkban az RSZK MiG Voronyin Gyártóközpontjához tartozik), a Szuhoj-gépeket gyártó 51. sz. repülőgépgyár, valamint a napjainkban az Iljusinhoz tartozó 240 sz. repülőgépgyár.
1938-ban metróállomás nyílt a repülőtér közelében. A Zamoszkvoreckaja metróvonal állomása a repülőtér után az Aeroport nevet kapta.
1947–1948-tól a hodinkai repülőjáratokat áthelyezték a bikovói és a vnukovói repülőtérre. Ettől kezdve a repülőtér fő funkciója a mellette található repülőgépgyárakban készített repülőgépek berepülése volt. A repülőtér legfőbb felhasználója az Iljusin tervezőiroda és a gépeiket gyártó 240. sz. repülőgépgyár volt. 1971-ben a hodinkai repülőtéren hajtották végre az első felszállás az Il–76-os, majd 1976-ban az Il–86-os utasszállító repülőgép prototípusaival.
1961–1971 között a repülőtéren helikopterállomás működött, melyről Mi–4P és Mi–8 helikopterekkel biztosítottak légitaxi-szolgáltatást a vnukovói, a demogyedovói és a seremetyjevói repülőtérrel.
Az 1970-es évek végétől az egyre jobban körbeépített repülőtér kezdte elveszíteni jelentőségét. A lakóövezetek miatt a forgalom és a kihasználtság jelentősen csökkent. Az 1990-es évek elején azonban még ott folytak az Il–96–300 és Il–114-es gépek prototípusainak repülési tesztjei.

## Bezárása utáni hasznosítása
A repülőteret 2003-ban zárták be. Az utolsó felszállást 2003. július 3-án hajtotta végre egy Il–38-as felderítő repülőgép, amelyet az Iljusin cég az Indiai Légierő számára gyártott.
A bezárás után több kiselejtezett repülőgép és helikopter – köztük ritka típusok is – maradt a repülőtéren. Ezekből a gépekből egy repülőmúzeum létrehozását tervezték, ez azonban nem valósult meg. A gépeket megrongálták, egyes gépeket fel is gyújtottak. Néhány repülőgépet 2012 januárjában elszállítottak Vagyim Zadorozsnij magánmúzeumába.
A repülőtér bezárása után a területen ingatlanfejlesztés kezdődött, amelynek az eredménye a Grand Park nevű negyed, lakóházakkal, szolgáltató központokkal, bevásárló központokkal, sportkomplexumokkal, valamint parkokkal. A kifutópályák egy részét már elbontották. A repülőtér északi részén felépítették az Aeropark nevű bevásárlóközpontot.